# جنكشن سيتي (جورجيا)
جنكشن سيتي (بالإنجليزية: Junction City, Georgia)‏ هي بلدة تقع في مقاطعة تالبوت، جورجيا بولاية جورجيا في الولايات المتحدة. تبلغ مساحتها 6.6 (كم²)، وترتفع عن سطح البحر 205 م، بلغ عدد سكانها 179 نسمة في عام 2000 حسب إحصاء مكتب تعداد الولايات المتحدة وتصل الكثافة السكانية فيها 27.1 نسمة/كم2.

## وصلات خارجية
- The US50 - Cities and Towns in Georgia State
- Georgia Cities and Towns, Facts, Map, Flag, Colleges, Government, and More